# Méobecq

Méobecq este o comună în departamentul Indre, Franța. În 1 ianuarie 2022 avea o populație de 366 de locuitori.